# Toxophacops
Toxophacops – rodzaj stawonogów z wymarłej gromady trylobitów, z rzędu Phacopida. Żył w okresie dewonu. Jego skamieniałości znaleziono w Japonii.